# 위산 (대만)

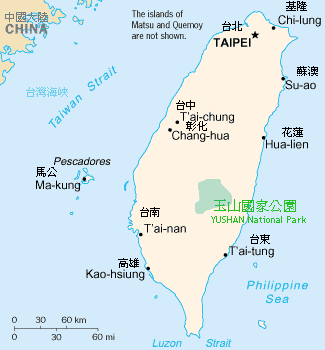
위산 국가공원의 위치

위산(중국어: 玉山, 병음: Yùshān)은 대만에서 가장 높은 산이자 섬에 있는 산으로서는 전 세계에서 4번째로 높은 산이다. 19세기에 이곳을 방문한 영국의 기독교 선교사인 로버트 모리슨을 기념해 모리슨산(영어: Mount Morrison)으로도 불린다.
위산과 주변의 산들은 위산산맥에 포함되고 위산 국가공원으로 지정되어 있다. 위산 국가공원은 대만에서 가장 크고, 높으며, 접근하기 어려운 국립공원이다. 이곳은 대만에서 가장 넓은 야생 지역으로, 원시림과 다양한 동물들이 보존되어 있다.

## 지리
위산의 최고 높이는 해발 3,952m이다. 위산은 한 때 바다였으나 유라시아판과 이웃한 필리핀판이 충돌하면서 현재의 높이로 성장하였다.
위산 지역의 연평균 강수량은 약 3,000mm이다. 연평균 강수일은 140일이고 주로 5월과 8월 사이에 집중된다. 5월부터 6월 초까지는 우기에 해당하고 7월부터 9월까지는 태풍의 영향을 받는다. 전체적으로 겨울은 건조하고 여름은 습하다.
9월부터 4월까지 위산 지역에는 종종 서리가 내린다. 그러나 강한 바람 때문에 계곡을 제외하고는 서리선은 그리 높지 않다. 해발 2,000m 이상에서는 눈을 볼 수 있으며 10월에 내리기 시작한 눈은 5월이 돼서야 완전히 녹는다.
| 위산 (정상부)의 기후                                                        | 위산 (정상부)의 기후 | 위산 (정상부)의 기후 | 위산 (정상부)의 기후 | 위산 (정상부)의 기후 | 위산 (정상부)의 기후 | 위산 (정상부)의 기후 | 위산 (정상부)의 기후 | 위산 (정상부)의 기후 | 위산 (정상부)의 기후 | 위산 (정상부)의 기후 | 위산 (정상부)의 기후 | 위산 (정상부)의 기후 | 위산 (정상부)의 기후 |
| 월                                                                          | 1월                  | 2월                  | 3월                  | 4월                  | 5월                  | 6월                  | 7월                  | 8월                  | 9월                  | 10월                 | 11월                 | 12월                 | 연간                 |
| --------------------------------------------------------------------------- | -------------------- | -------------------- | -------------------- | -------------------- | -------------------- | -------------------- | -------------------- | -------------------- | -------------------- | -------------------- | -------------------- | -------------------- | -------------------- |
| 역대 최고 기온 °C (°F)                                                      | 18.9 (66.0)          | 23.4 (74.1)          | 20.9 (69.6)          | 23.2 (73.8)          | 24.8 (76.6)          | 26.2 (79.2)          | 25.9 (78.6)          | 22.0 (71.6)          | 23.6 (74.5)          | 23.2 (73.8)          | 20.2 (68.4)          | 16.8 (62.2)          | 26.2 (79.2)          |
| 일평균 최고 기온 °C (°F)                                                    | 4.6 (40.3)           | 4.5 (40.1)           | 6.4 (43.5)           | 8.7 (47.7)           | 11.2 (52.2)          | 12.9 (55.2)          | 14.4 (57.9)          | 14.0 (57.2)          | 14.0 (57.2)          | 13.9 (57.0)          | 10.6 (51.1)          | 6.7 (44.1)           | 10.2 (50.4)          |
| 일일 평균 기온 °C (°F)                                                      | −0.5 (31.1)          | −0.2 (31.6)          | 1.4 (34.5)           | 3.6 (38.5)           | 6.0 (42.8)           | 7.4 (45.3)           | 8.0 (46.4)           | 7.8 (46.0)           | 7.4 (45.3)           | 6.6 (43.9)           | 4.1 (39.4)           | 1.2 (34.2)           | 4.4 (39.9)           |
| 일평균 최저 기온 °C (°F)                                                    | −4.0 (24.8)          | −3.4 (25.9)          | −1.7 (28.9)          | 0.6 (33.1)           | 3.0 (37.4)           | 4.5 (40.1)           | 4.6 (40.3)           | 4.6 (40.3)           | 4.1 (39.4)           | 2.8 (37.0)           | 0.7 (33.3)           | −2.1 (28.2)          | 1.1 (34.0)           |
| 역대 최저 기온 °C (°F)                                                      | −18.4 (−1.1)         | −14.8 (5.4)          | −15.2 (4.6)          | −10.1 (13.8)         | −3.9 (25.0)          | −1.9 (28.6)          | −3.2 (26.2)          | −0.4 (31.3)          | −2.4 (27.7)          | −5.5 (22.1)          | −10.6 (12.9)         | −15.0 (5.0)          | −18.4 (−1.1)         |
| 평균 강수량 mm (인치)                                                       | 83.7 (3.30)          | 67.2 (2.65)          | 94.8 (3.73)          | 201.2 (7.92)         | 423.6 (16.68)        | 459.6 (18.09)        | 434.2 (17.09)        | 516.0 (20.31)        | 297.2 (11.70)        | 145.1 (5.71)         | 98.3 (3.87)          | 81.6 (3.21)          | 2,902.5 (114.27)     |
| 평균 강수일수 (≥ 0.1 mm)                                                    | 6.8                  | 6.9                  | 7.8                  | 13.1                 | 18.7                 | 18.0                 | 18.1                 | 18.4                 | 14.4                 | 10.1                 | 8.2                  | 6.5                  | 147.0                |
| 평균 상대 습도 (%)                                                          | 62.3                 | 70.7                 | 76.2                 | 80.0                 | 81.5                 | 80.8                 | 77.7                 | 81.0                 | 77.4                 | 66.4                 | 65.9                 | 63.1                 | 73.6                 |
| 평균 월간 일조시간                                                          | 207.0                | 158.7                | 151.0                | 139.4                | 133.8                | 135.9                | 171.3                | 150.8                | 158.5                | 213.6                | 199.7                | 197.1                | 2,016.8              |
| 가능 일조율                                                                 | 62                   | 51                   | 41                   | 37                   | 33                   | 34                   | 42                   | 38                   | 44                   | 60                   | 61                   | 60                   | 46                   |
| 출처: 중화민국 교통부 중앙기상국 (평년값: 1991년~2020년, 극값: 1943년~현재) |                      |                      |                      |                      |                      |                      |                      |                      |                      |                      |                      |                      |                      |

## 역사
위산은 1857년에 서양인들에게 처음 알려졌다. 미국 화물선장 모리슨은 안핑 항을 출발해 이 산을 발견했다. 그는 자신이 본 것을 항해 일지에 기록했고 위산은 서양의 책 속에서 모리슨 산이라는 이름을 얻게 되었다.
대만이 일본 제국의 식민지배를 받고 있던 1900년에는 일본의 인류학자인 도리 류조, 모리 우시노스케가 이 산을 최초로 등반했다. 위산은 일본 열도의 후지산(3,776m)보다 176m가 높았기 때문에 '새로운 높은 산'이라는 의미에서 니타카산(일본어: にいたかやま 니카타야마[*], 중국어: 新高山, 병음: Xīngāoshān 신가오산[*])으로 명명되었다. 1937년에 니타카산은 니타카아리산 국립공원(新高阿里山国立公園)으로 지정되었다. 제2차 세계 대전 이후에 대만이 일본으로부터 해방되면서 현재의 이름을 얻게 되었다.

## 사진

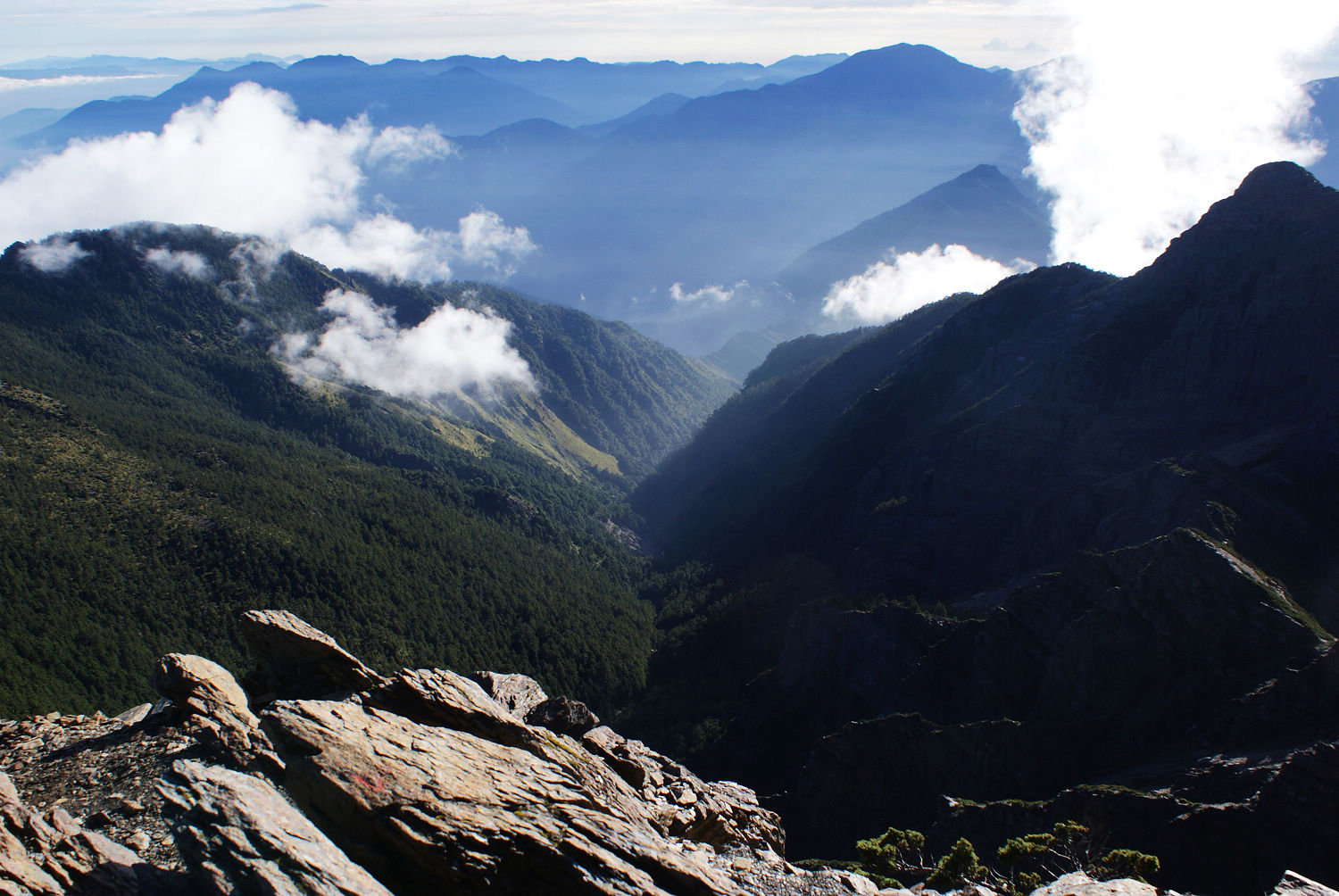
위산 북동부의 라오눙 강
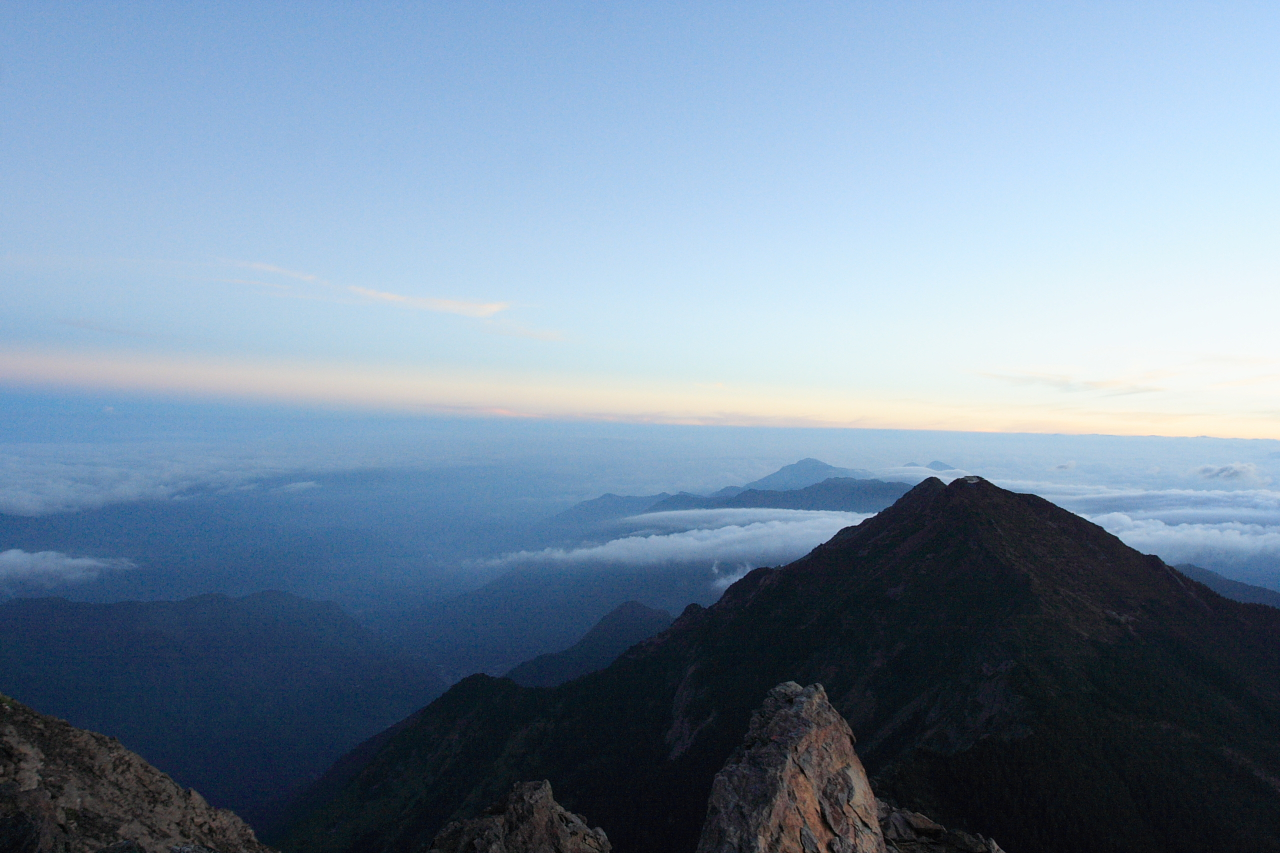
위산의 운해
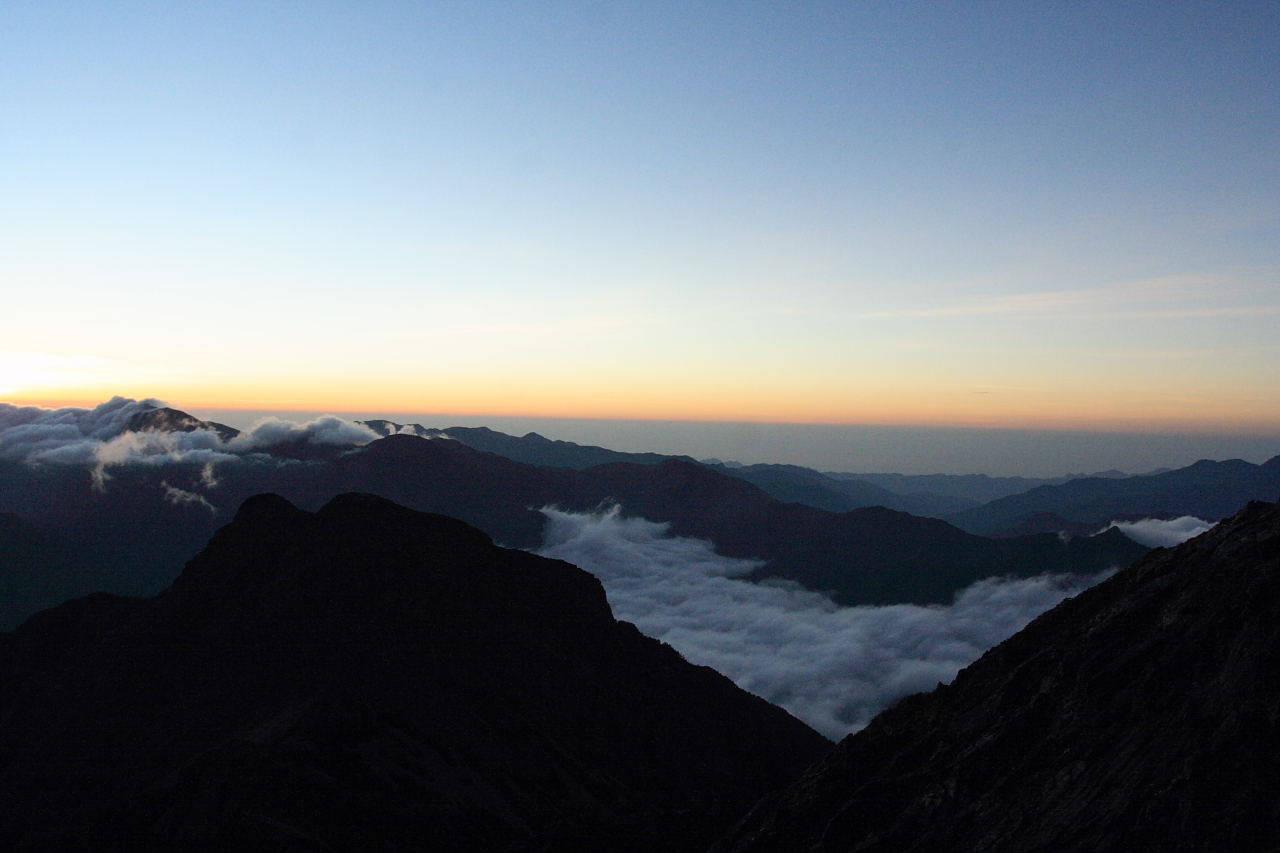
위산의 운해
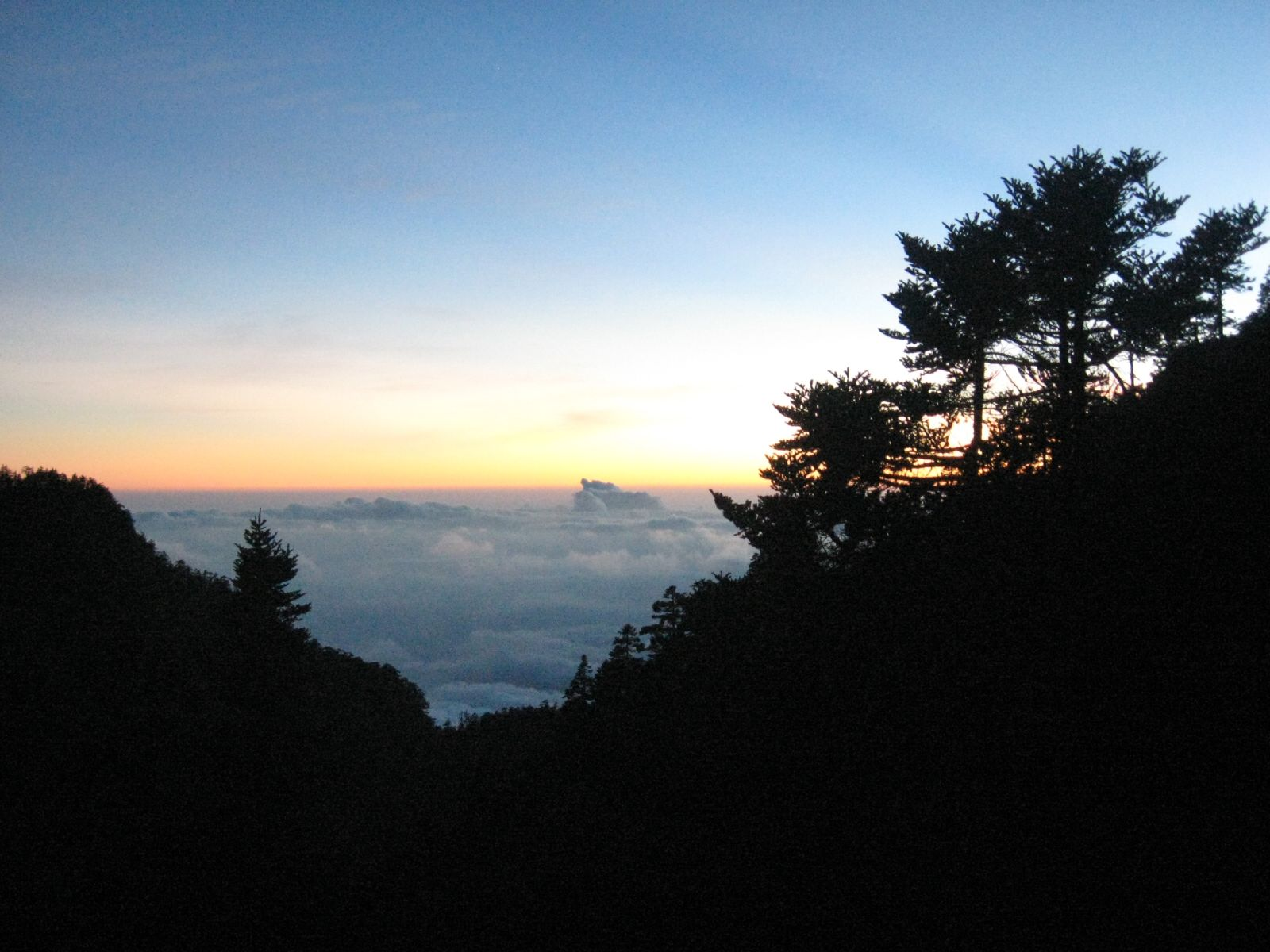
위산의 운해
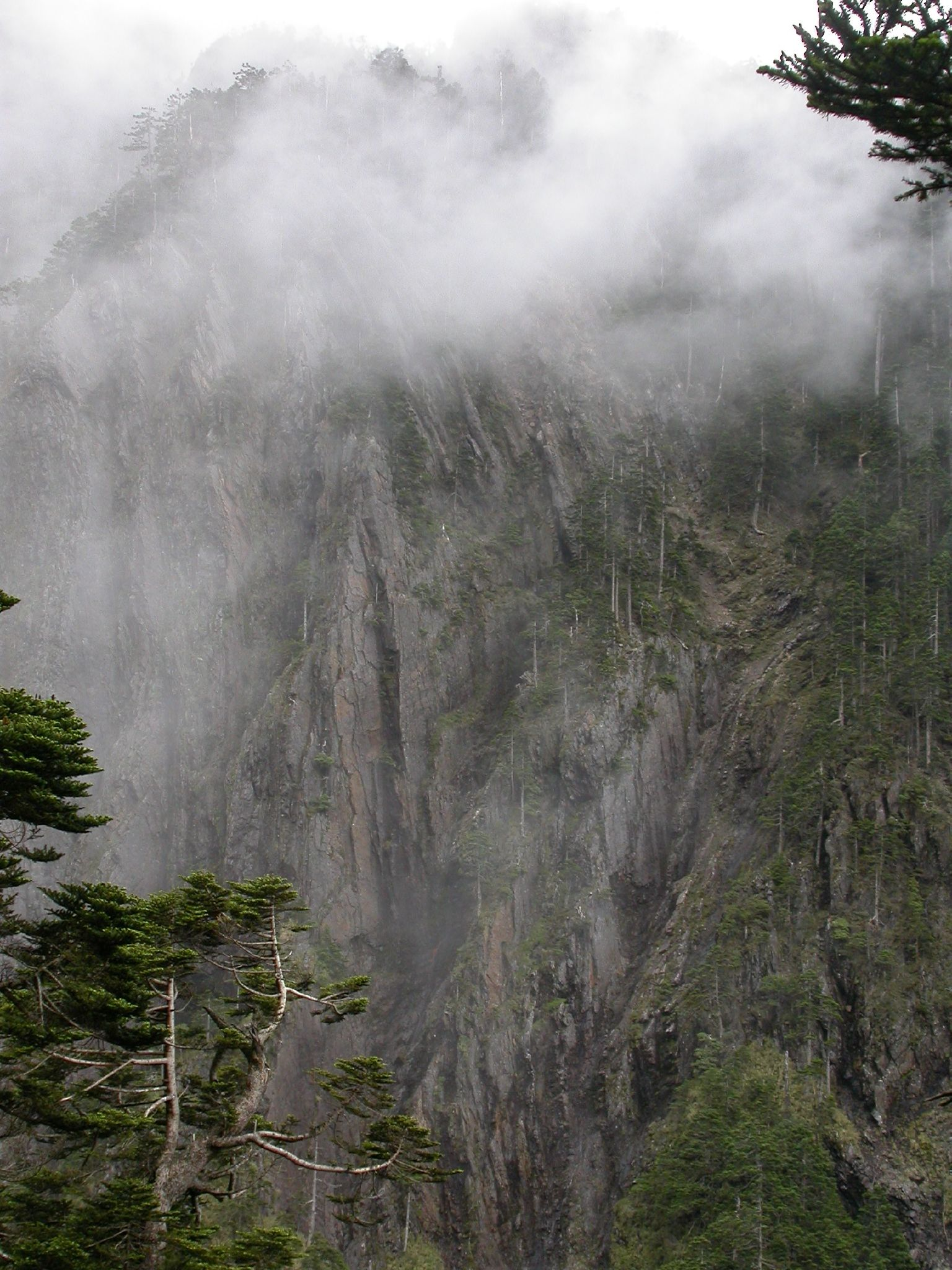
위산의 운해
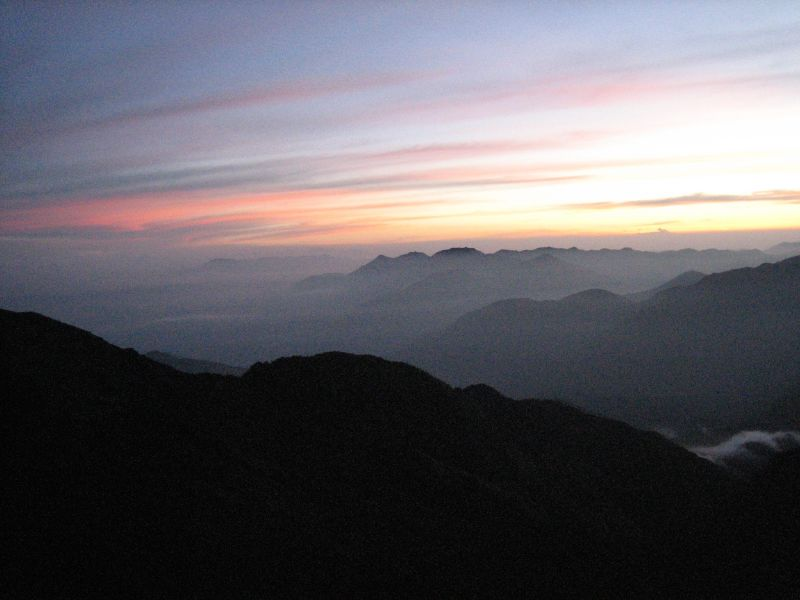
위산의 일출
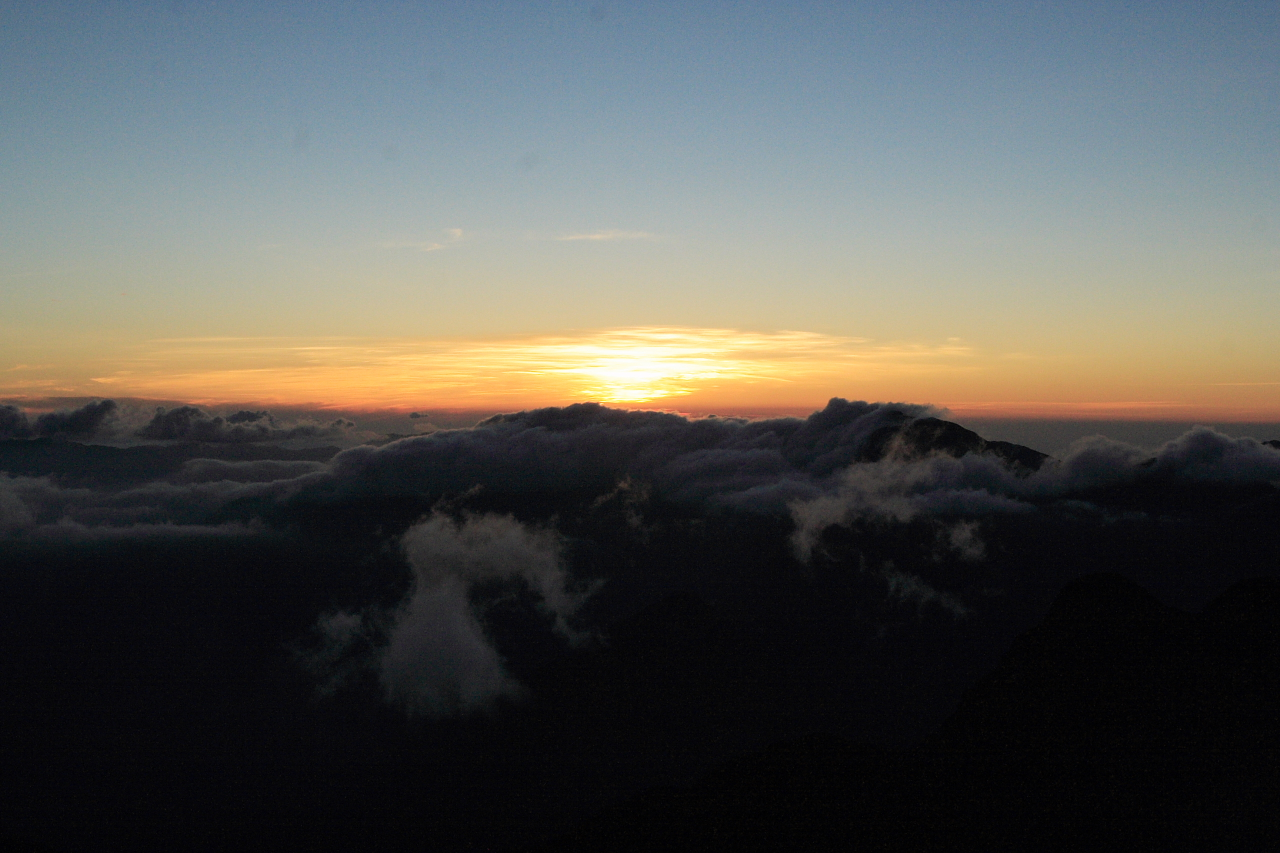
위산의 일출
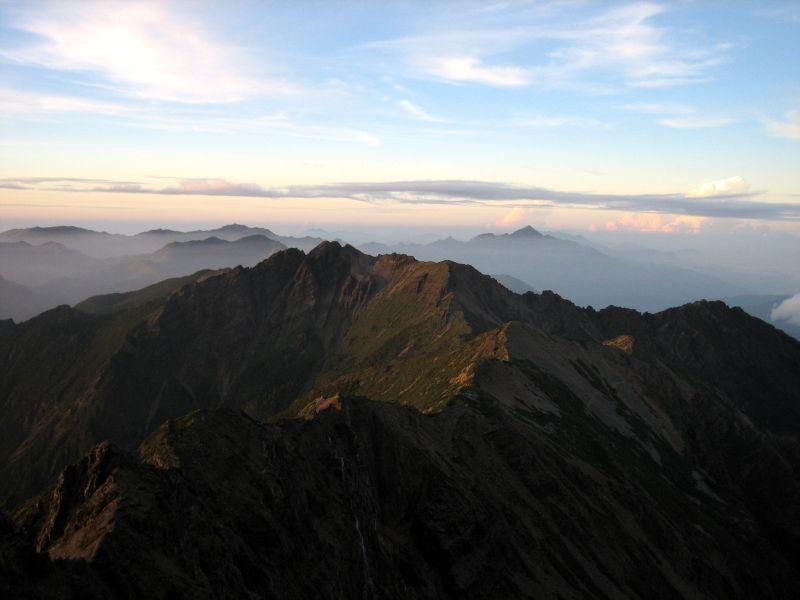
위산의 일출
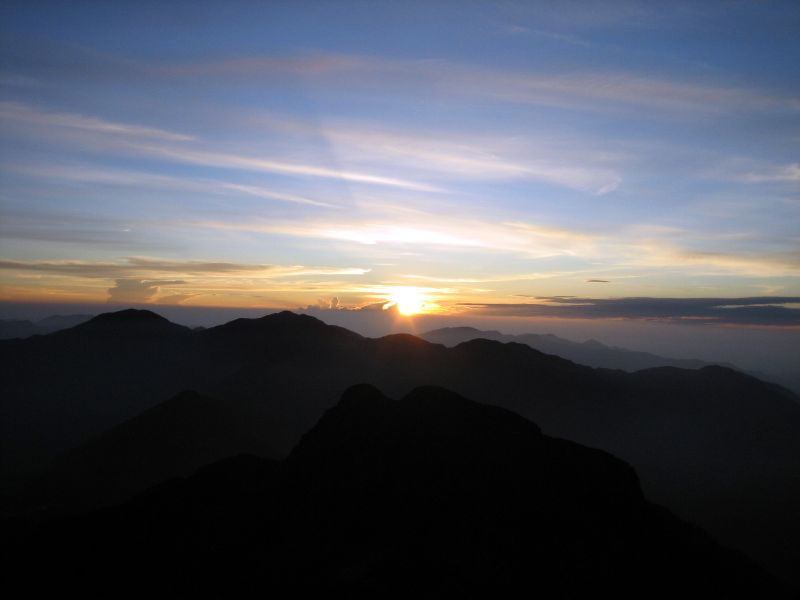
위산의 일출
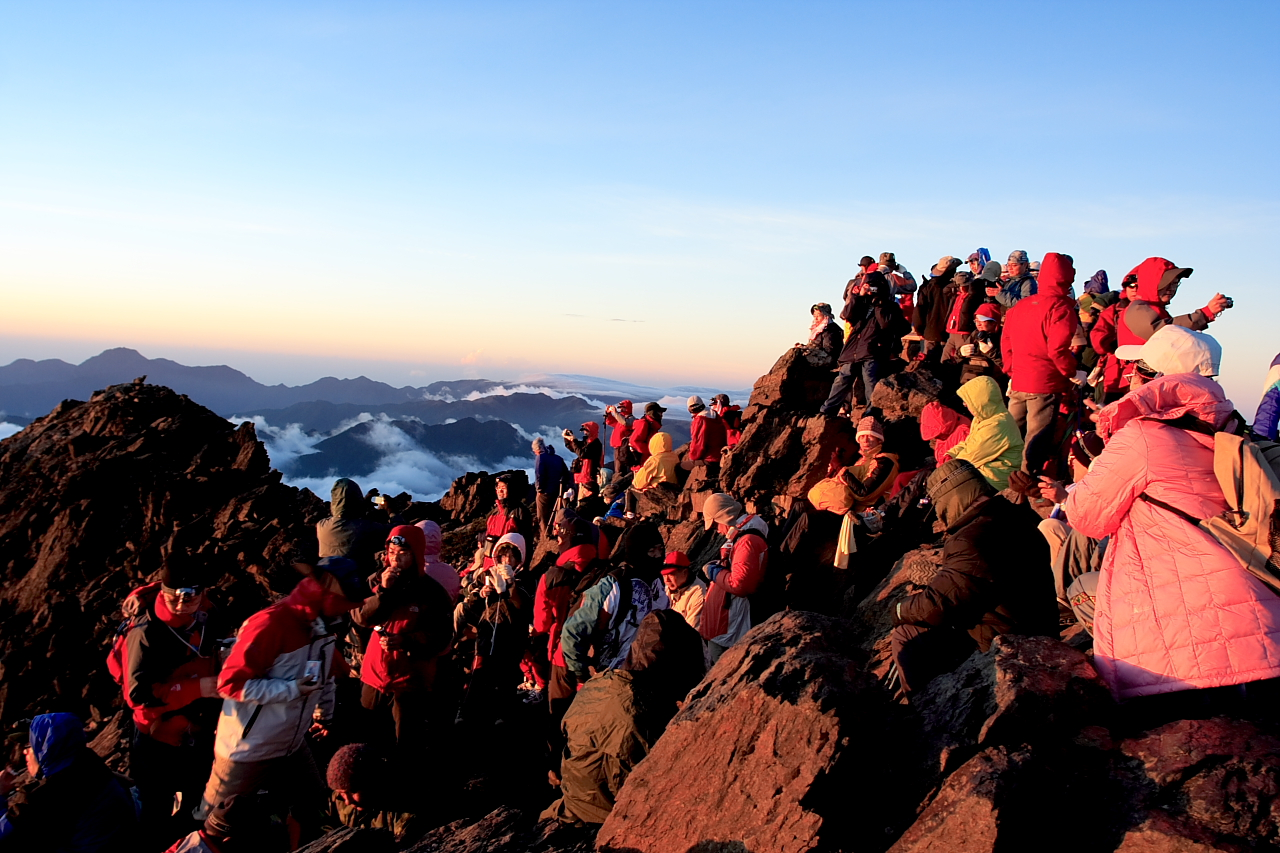
위산의 정상
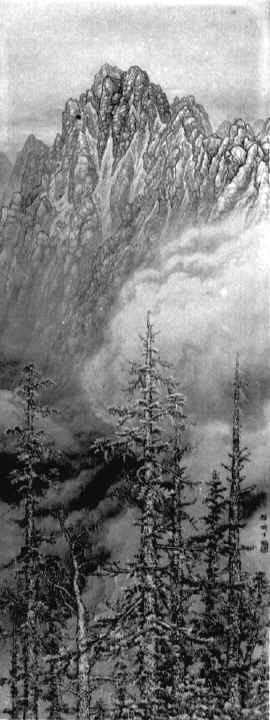
나스 마사키가 그린 위산.

## 같이 보기
- 위산산맥